# أندريس كالامارو
أندريس كالامارو ماسيل (بالإسبانية: Andrés Calamaro Masel) ويعرف اختصارا ب أندريس كالامارو (بالإسبانية: Andrés Calamaro) (22 غشت 1961 ببوينس آيرس، الأرجنتين)، هو مغني، كاتب أغاني ومنتج أرجنتيني. حائز على جائزة غرامي اللاتينية. حقق مع فرقته السابقة لوس روديغيز نجاحا كبيرا في إسبانيا خلال 1990. يستعمل كالامارو عدة آلات موسيقية، ويعتبر أيقونة الروك الأرجنتيني.

## حياته

### أجداد العدم (Abuelos de la Nada)
ولد أندريس كالامارو في بوينس آيرس بالأرجنتين في 22 غشت 1961. في سن ال17، شارك كضيف في تسجيل ألبوم لفرقة جذور (بالإسبانية: Raíces)، وبعد مدة قصيرة أسس فرقته الخاصة، المر (Elmer)، مع صديقه الغيتاريست غرينغي هيريرا.
بعد رجوع ميغيل أبويلو، قائد فرقة أجداد العدم إلى الأرجنتين، دعاه كالامارو للانضمام إلى فرقته التي حققت نجاحا كبيرا، من بين أغاني الفرقة، ألف ساعة (بالإسبانية: Mil horas) والجمارك الأرجنتينة (بالإسبانية: Costumbres argentinas).

### الانفصال
قبل تفكك فرقة أجداد العدم، أصدر كالامارو أول ألبوم شخصي باسم فندق كالامارو (بالإسبانية: Calamaro Hotel) في 1984. ألبومه الثاني جاء باسم حياة قاسية والذي أصدر بعد انفصاله عن الفرقة بقليل، والذي تلقى إعجابا من الصحافة ولكن لم يحقق النجاح التجاري.
بعد ألبومه الثالث، أنظر لنفسك أولا (بالإسبانية: Por Mirarte) في 1988، بدأ كالامارو في الإنتاج لفرق موسيقية مثل الأقزام الخضر  (بالإسبانية: Los Enanitos Verdes)، كذلك لمغنين منفردين أمثال فابيانا كانتيلو.
في أواخر 1980، أغلق كالامارو فرقته الخاصة. بمشاركة أصدقائه القدامى غرينغي هيريرا وأرييل روت، أصدروا ألبوم لا أحد يخرج من هنا حيا (بالإسبانية: Nadie sale vivo de aquí) في 1989 مع مجموعة من الموسيقيين الضيوف، والذي ترشح لأفضل تسجيل لتلك السنة.

### لوس رودريغيز
نظرا للوضع الاقتصادي في الأرجنتين، استقرا كالامارو وروت، حيث أسسا فرقة لوس رودريغيز (Los Rodríguez) مع جوليان إنفانتي وجيرامن فييلا.
أصدرت الفرقة 3 ألبومات ناجحة: حظ سعيد  (بالإسبانية: Buena Suerte) (1991)، بدون وثائق  (بالإسبانية: Sin documentos) (1993) والمزيد من الكلمات، كلمات أقل (بالإسبانية: Palabras más, palabras menos) (1995).

### العمل المنفرد
أصدر كالامارو العثور على تسجيلات (بالإسبانية: Grabaciones Encontradas) أثناء عمله مع فرقة لوس رودريغيز.
في 1996، سجل أغنية أشياء تساعدني على النسيان (بالإسبانية: Cosas Que Me Ayudan A Olvidar) من أجل المصابين بالأيدز. في 1997، سجل كالامارو قذارة مرتفعة (بالإسبانية: Alta suciedad)، التي بيعت عنها مايزيد عن نصف مليون نسخة.
بدأ كالامارو في تأليف أغنية بعد أغنية. في 6 أشهر، أكمل تأليف 100 أغنية جاهزة للتسجيل، 37 منهم كانوا من ضمن ألبومه التالي، وحشية الصدق (بالإسبانية: Honestidad brutal).
في 2000، سجل 103 أغاني في خامس سي-دي ألبوم السلمون (بالإسبانية: El Salmón).

### الرجوع
في 2005، أصدر ألبوم حي باسم الرجوع (بالإسبانية: El Regreso)، عبارة عن تجميع لتسجيلاته الحية وظهوره في ملعب لونا بارك. قدم في 17 ديسمبر أمام 20 ألف متفرج في ملعب أوبراس سانيتارياس، والذي فاز بجائزة غاردل كأفضل ألبوم روج من طرف مغني ذكر، وأفضل ألبوم مقلد.
بعد ذلك، أصدر الحبر الأحمر (بالإسبانية: Tinta Roja)، عبارة عن مجموعة من التانجو الكلاسيكي. في 20 نوفمبر 2006 أصدر قصر الزهور (بالإسبانية: El Palacio de las Flores). وفي يونيو 2010، أصدر ألبومه في الروك (بالإنجليزية: On The Rock)، ألبوم أرجعه إلى صوت الروك الشرقي.

## ديسكوغرافيا

### أجداد العدم
- 1982: أجداد العدم (بالإسبانية: Los Abuelos de la Nada)
- 1983: نظارات وقبلاتل (بالإسبانية: Vasos y besos)
- 1984: تنغيمة قلبي (بالإسبانية: Himno de mi corazón)

### لوس رودريغيز
- 1991: حظ سعيد (بالإسبانية: Buena suerte)
- 1992: قرص القراصنة (بالإسبانية: Disco pirata)
- 1993: بدون وثائق (بالإسبانية: Sin documentos)
- 1995: المزيد من الكلمات، كلمات أقل (بالإسبانية: Palabras más, palabras menos)
- 1997: أراك قريبا (بالإسبانية: Hasta Luego)
- 2001: عدم النسيان (بالإسبانية: Para no olvidar)

## عمل منفرد
- 2004: المغني (بالإسبانية: El Cantante)
- 2007: اللغة الأكثر شعبية (بالإسبانية: La Lengua Popular)
- 2009: فقدان أي شيء (بالإسبانية: Nada se Pierde)
- 2010: في الروك (بالإنجليزية: On the Rock)
- 2013: بوهيميو (بالإسبانية: Bohemio)
- 2015: أبناء المدينة (بالإسبانية: Hijos del pueblo)
- 2016: الحجم 11 (بالإسبانية: Volumen 11)